# Abel Hernández (escritor)
Abel Hernández (Sarnago, Soria, 1937) es un periodista, teólogo y escritor español.

## Biografía
Cursó estudios de Filosofía y Letras y es licenciado en Ciencias de la Información por la Universidad Complutense de Madrid y en Teología por la Universidad de Comillas. 
Es analista político, ha sido jefe de Información Nacional del diario Informaciones, editorialista de Diario 16, adjunto al director y jefe de opinión de El Independiente y director y columnista del diario Ya. También desempeñó tareas de redactor-jefe en Radio Nacional de España, donde creó y fue el primer director de los programas 24 horas y Frontera.
No puedo creer que esto se pueda editar

## Obras
- La España que quisimos. Diario de un periodista el año de la Constitución, que recogía el diario del autor en 1978
- Conversaciones sobre España (1994)
- El quinto poder (1995); la edición de discursos de Adolfo Suárez, con el título de Adolfo Suárez. Fue posible la concordia (1996),
- Historias de la Alcarama (2008), reportaje costumbrista
- Suárez y el rey (2009).[1][2]
- Secretos de la Transición (2014)[3]

## Premios
- Premio Nacional de Información
- Premio Ondas
- Premio Bravo
- XXVI Premio Espasa de Ensayo (2009), por su obra Suárez y el Rey.